# Anomalon anae
Anomalon anae är en stekelart som beskrevs av Ian D. Gauld och Bradshaw 1997. Anomalon anae ingår i släktet Anomalon och familjen brokparasitsteklar. Inga underarter finns listade i Catalogue of Life.